# Jacqueline Anne Noonan
Jacqueline Anne Noonan (Burlington, Vermont, Estados Unidos; 28 de octubre de 1928-23 de julio de 2020) fue una pediatra y cardióloga estadounidense, reconocida por ser una de las figuras de referencia en la medicina cardiológica infantil moderna.

## Biografía
Estudió química en el Colegio Albertus Magnus de New Haven en 1950, y obtuvo el graduado en  medicina en la Universidad de Vermont  en 1954. Posteriormente se especializó en cardiología pediátrica en el Hospital Infantil de Bostón, donde fue alumna de Alexander S. Nadas. En 1959 fue la primera mujer en doctorarse en cardióloga pediátrica en la Universidad de Iowa.
Ocupó la cátedra subordinada en la Universidad de Kentucky en 1961. En 1962 presentó en la reunión de la Sociedad de Investigación Pediátrica del Medio Oeste (EE. UU.) nueve casos de niños con una anomalía cardíaca poco usual (estenosis valvular pulmonar) con otras extracardíacas, una apariencia física características, estatura corta y cuello ancho.[cita requerida]
Como docente ejerció entre 1969 y 1974 en la Universidad de Kentucky en la especialidad de cardiología infantil. Fue además doctora emérita del Departamento de Pediatría del Reino Unido.
Publicó, junto con otros autores, la primera publicación sobre el tema, a la que después siguieron otras, que constituyen la referencia original del síndrome de Noonan.
Se mantuvo activa hasta su fallecimiento el 23 de julio de 2020. Su última publicación data de 2015.

## Premios y reconocimientos
- Premio Helen B. Frazer, 1971.
- Mejor Doctora de América de Harpers Bazaar,1985.
- Mejor Doctor de América.[3]
- Premio Nacional al Médico del Año, 2008.[7]

## Publicaciones
- Hypertelorism with Turner phenotype. A new syndrome with associated congenital heart disease. Am J Dis Child. 1968.[7]
- 1994: Noonan Syndrome: An Update and Review for the Primary Pediactrician. Artículo médico.[8]